# Yvan Mayeur
Yvan Mayeur (født 24. januar 1960 i Etterbeek) er en tidligere belgisk politiker, medlem af det Socialistiske Parti, som var borgmester i Bruxelles Kommune 2013 til 2017.
Mayeur havde været byrådsmedlem i Bruxelles siden 1995, og formand for kommunens CPAS/OCMW (socialhjælpsorganisation), indtil han tiltrådte som borgmester i Bruxelles den 13. december 2013 efter at Freddy Thielemans fratrådte på grund af alder.
Mayeur var medlem af deputeretkammeret fra 1989 til 1995 og igen fra 1999.

## Eksterne links
- Personlig hjemmeside